# زلزال كيباوا 2000
زلزال كيباوا 2000 (بالإنجليزية:  2000 Kipawa earthquake)‏ هو زلزالٌ وقعَ في بحيرة كيباوا ‏ في كندا في الساعة 6:22 صباحًا بتاريخ 1 يناير 2000، وبلغت قوته 5.2 درجة على مقياس ريختر.